# Orectognathus velutinus
Orectognathus velutinus är en myrart som beskrevs av Taylor 1977. Orectognathus velutinus ingår i släktet Orectognathus och familjen myror. Inga underarter finns listade i Catalogue of Life.